# Хахулин, Владимир Сергеевич
Владимир Сергеевич Хахулин (1924—1983) — деятель советских правоохранительных органов, генерал-майор. Депутат Верховного Совета Мордовской АССР (1971—1983). Министр внутренних дел Мордовской АССР (1971—1983).

## Биография
Родился 28 октября 1924 года в селе Орловка, Наровчатовского района Пензенской области.
В 1940 году окончил школу фабрично-заводского обучения. С 1940 по 1942 годы в период Великой Отечественной войны, В. С. Хахулин начал свою трудовую деятельность — токарем, позже был назначен — мастером и плановиком  на Челябинском машиностроительном заводе имени Серго Орджоникидзе Народного комиссариата танковой промышленности СССР, завод занимался производством бронекорпусов и башен для тяжелых танков.
С июня 1942 года призван в ряды Рабоче-Крестьянской Красной армии и направлен для прохождения обучения во Второе Тюменское пехотное училище. С 1943 года направлен в действующую армию на фронт, участник Великой Отечественной войны в составе 195-го гвардейского стрелкового полка — помощник командира взвода, в боях был дважды ранен.
С 1943 года направлен для службы в органы Управления милиции НКВД СССР по Челябинской области. С 1943 по 1953 годы служил с командиром отделения постовой службы милиции, оперативным уполномоченным отдела уголовного розыска, помощником и заместителем начальника отделения милиции. С 1956 года после окончания Высшей школы МВД СССР служил в должностях — заместителя начальника и начальником уголовного розыска УВД города Челябинска. С 1958 по 1960 — начальник Миасского городского отдела милиции. С 1960 по 1971 годы в течение одиннадцати лет, В. С. Хахулин был — начальником отдела уголовного розыска и заместителем начальника Управления охраны общественного порядка — внутренних дел Челябинского областного исполнительного комитета Совета народных депутатов
С 1971 по 1983 году, в течение двенадцати лет, В. С. Хахулин занимал должность — министра внутренних дел Мордовской АССР. В 1975 году Постановлением Совета Министров СССР, В. С. Хахулину было присвоено звание генерал-майор.
Помимо основной деятельности В. С. Хахулин занимался и общественно-политической работой с 1971 по 1983 годы избирался депутатом Верховного Совета Мордовской АССР 8—10 созывов.
Скончался 4 августа 1983 года в городе Саранске Мордовской АССР.

## Награды
- Орден Красной Звезды (1967)
- Медаль «За боевые заслуги» (1954)
- Медаль «За отвагу на пожаре» (1973)